# 박혁규
박혁규(朴赫圭, 1954년 9월 5일~)는 대한민국의 정치인이다. 제16·17대 국회의원을 지냈다. 종교는 개신교이다.

## 생애
1954년 경기도 광주군 실촌면에서 태어났다. 곤지암초등학교, 곤지암중학교, 곤지암고등학교, 동원대학교를 졸업하고, 경원대학교 경영대학원을 수료하였다.
이후 성진특수공업에서 근무하면서 상무까지 역임하였다.
1991년 지방선거에서 무소속으로, 1995년 제1회 전국동시지방선거에서 민주자유당 후보로, 1998년 제2회 전국동시지방선거에서 한나라당 후보로 경기도의회 의원 선거에 출마하여 당선되었다. 1998년부터 2000년 초까지 경기도의회 부의장에 선출되어 근무하였다.
2000년 제16대 국회의원 선거에서 한나라당 후보로 경기도 광주군 선거구에 출마하여 새천년민주당 문학진 후보에게 단 3표 차로 승리하였다. 재검표까지 갔지만 표차가 2표 차로 줄어들었을 뿐 당락은 뒤바뀌지 않았다. 이로 인하여 문학진은 문세표, 문두표라는 별명을 얻었다. 이후 한나라당에서 원내부총무를 역임하였다.
2004년 제17대 국회의원 선거에서 한나라당 후보로 경기도 광주시 선거구에 출마하여 당선되었다. 그러나 공직선거법 위반으로 2005년 대법원 판결에 의해 국회의원직을 상실하였다. 이로 인하여 치러진 재보궐선거에서는 정진섭이 당선되었다.
2014년부터 새누리당 국책자문위원회 행정안전분과위원회 부위원장을 역임하고 있다.

## 학력
- 곤지암국민학교 졸업
- 곤지암중학교 졸업
- 곤지암고등학교 졸업
- 동원공업전문대학 기계학과 전문학사 졸업
- 한국방송통신대학교 행정학과 학사 졸업

### 비학위 수료
- 경원대학교 경영대학원 경영학 석사 수료

## 경력
- 동광주 해병 전우회 회장
- 동광주 장학 회장
- 한국 B.B.S 광주시 부지부장
- ㈜성진특수공업 상무
- 한국자유총연맹 광주군 청년회장
- 누리 유치원 설립 이사장
- 동광주 로타리 클럽 부회장
- 1991.07 ~ 1995.06 제3대 경기도의회 의원
- 경기도 건축문화상 심사위원
- 1995.07 ~ 1998.06 제4대 경기도의회 의원
- 지역계획위원회 위원장
- 1998.07 ~ 2000.02 제5대 경기도의회 의원
- 1998.07 ~ 2000.02 제5대 경기도의회 부의장
- 곤지암 초등학교 축구부 후원회 초대회장
- 광주시 장기 발전 위원회 지역개발 위원장
- 한나라당 경기도당 광주시 지구당 위원장
- 2000.05 ~ 2004.05 제16대 국회의원(경기 광주군, 한나라당)
- 한나라당 부총무
- 국회 환경노동위원회 간사
- 국회 운영위원회 위원
- 국회 윤리특별위원회 위원
- 국회 재해대책특별위원회 위원
- 한나라당 운영위원회 위원
- 한나라당 원내부총무
- 국회 정무위원회 위원
- 2004.05 ~ 2005.09 제17대 국회의원(경기 광주시, 한나라당)
- 2014 ~ 2017 새누리당 국책자문위원회 행정안전분과위원회 부위원장
- 2023.08 국민의힘 경기도당 조직총괄본부 기획위원장

## 가족 관계
- 어머니 : 이동순 ( ~ 2018년 8월 12일)
- 배우자 : 홍의정
  - 아들 : 박종찬
  - 딸 : 박수경
  - 딸 : 박수윤
    - 사위 : 김현우

## 역대 선거 결과
|  | 40.3% |

|  | 39.85% |

|  | 52.91% |

|  | 34.15% |

|  | 44.44% |